# Elio Silvestri
Elio Raffaele Silvestri (Castellaneta, 29 agosto 1932 – Budoia, 10 giugno 2018) è stato un artista italiano.

## Biografia

### L'attività da scenografo e disegnatore

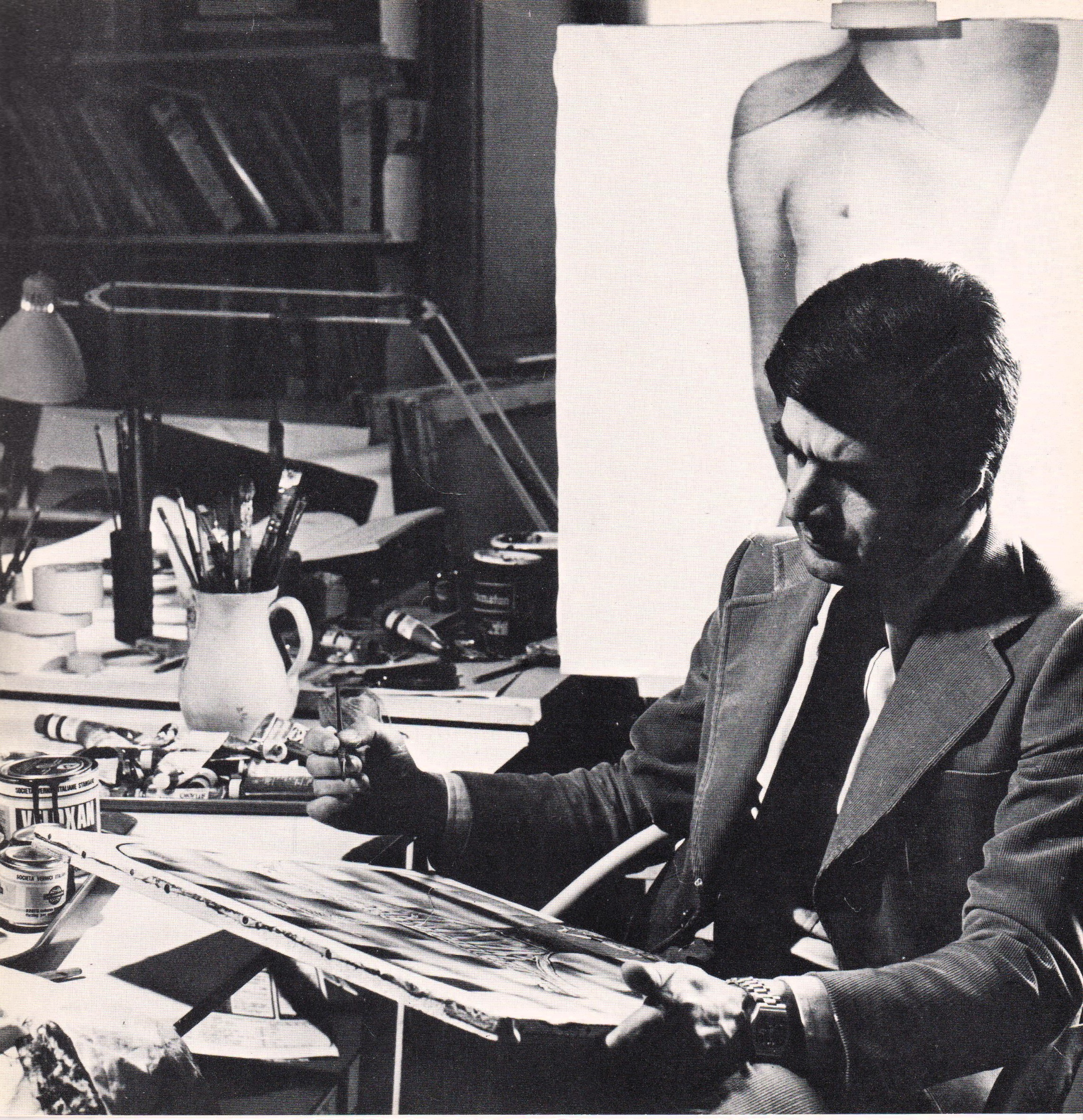
Elio Silvestri al lavoro nel suo studio

Trasferitosi nel 1950 a Milano per studiare architettura, inizia ad occuparsi di scenografia cinematografica e televisiva. Inizia a lavorare nella Pagot Film di Toni Pagot e Nino Pagot. 
Durante la sua attività di direttore di scenografia alla Pagot Film, Silvestri partecipò alla creazione di alcuni personaggi tra i più famosi del Carosello italiano, come Calimero per la Mira Lanza e Il Gigante e Jo Condor per la Ferrero. Dal 1963 si avvicina al mondo del design, affine ai suoi studi sulla scenografia. Dal 1989 al 1998 insegna scenografia all’ Istituto Europeo di Design di Milano.
In parallelo alla sua carriera da sceneggiatore si specializza nella produzione di copertine per romanzi di ragazzi e per adulti. 
In questo campo partecipa alla creazione del personaggio di Diabolik delle sorelle Giussani, rimanendo, per parecchi numeri del fumetto, uno dei suoi disegnatori. In seguito le sorelle Giussani affidano a lui la realizzazione dei manifesti celebrativi del decennale della nascita di Diabolik e le copertine di alcuni romanzi a lui dedicati.
Realizza anche il fumetto de Le inchieste del Commissario Maigret, ispirato al coevo sceneggiato con protagonista Gino Cervi, pubblicato sul Corriere Lombardo. 

### L'attività da pittore

#### L'inizio astrattista e la svolta verso la figurazione
L’approdo alla pittura avviene nella seconda metà degli anni ‘50. I suoi contatti a Brera con gli astrattisti Piero Manzoni, Lucio Fontana e Roberto Crippa costituiranno il supporto della sua prima formazione artistica. Dalla sua mostra presso la Galleria Pater, avvenuta nel 1962, Silvestri non abbandonerà mai la pittura, nonostante la sua parallela attività di grafico e scenografo. In quell’occasione presenta le sue opere astratte, in cui è comunque riscontrabile un legame all’architettura e al mondo reale. 
Egli tuttavia comprende la crisi del linguaggio informale e astratto, mettendosi alla ricerca di altre strade.
Silvestri troverà la sua cifra stilistica nella pittura figurativa, con una chiara vicinanza iniziale alla rivoluzione della pop art. Dal 1966 in poi le sue opere vanno a toccare i grandi temi socio-politici che Silvestri vede nel mondo a lui contemporaneo: il movimento femminista (con la serie "Woman Liberation Front", del 1970), le lotte per la liberazione e contestazione giovanile (da notare le opere dedicate all’estetica del movimento punk), la nascita delle istanze ecologiste e il ruolo sempre maggiore dei mass-media.

#### La pittura citazionista di Elio Silvestri
Dal 1975 in poi la sua arte va a proporre uno dei più rigorosi esempi della pittura del Citazionismo, in cui riferimenti dotti alla storia dell’arte italiana ed europea si mescolano a riferimenti “pop” all’attualità e al mondo contemporaneo. 
Questi dipinti nascono per far dialogare alcuni “discorsi staccati e disuniti”, come l’arte astratta e la pittura figurativa, creando così dei “matrimoni impossibili".
Come riporta la critica Daniela Bellotti, "Come feticci, rivivendoli ogni volta con passione e spregiudicatezza, egli assume elementi della cultura alta e li fa incontrare, o scontrare, con elementi carichi di ben diverse valenze. I risultati estetici sono di notevole originalità"

#### La pittura degli ultimi anni
Nella parte finale della sua vita (1990-2018), Silvestri presenta una ricerca rivolta verso una “nuova figurazione”, finalizzata ad una costante difesa del medium artistico della pittura. In questo periodo si trasferisce stabilmente a Dardago, frazione del comune di Budoia, in Provincia di Pordenone. Queste opere, ispirate dalle lezioni degli impressionisti, di Silvestro Lega e di Seurat, vanno a presentare delle figure e dei paesaggi radiosi e positivi, spesso ispirate alle campagne tarantine, luogo di nascita dell'artista.
Nel 2018 la vita di Elio Silvestri giunge alla fine, dopo una debilitante malattia.

## Esposizioni

### Principali mostre personali
- 1962 - Galleria Pater, Milano
- 1964 - Galleria Le Colonne, Brescia
- 1971 - Galleria Il Vettore, Milano
- 1975 - Galleria Eros, Milano - Galleria Palazzo Ceppi, Torino
- 1976 - Centro d’arte “Cellar”, Bari - Expo Art, Bari - Galleria Pancheri, Rovereto
- 1977 - Sezione Arti Visive Circolo Italsider, Taranto - Galleria San Michele, Brescia, Galleria Modì, Bergamo - Galleria Braidense, Milano
- 1985 - “Spaesaggi", Galleria La Barcaccia, Roma
- 1990 - “Deriv/Azioni ovvero Zattere e Catastrofi”, Galleria Modì, Bergamo
- 1994 - "Contrappunto", Galleria Civica, Padova - "Tendenze", Galleria Forni, Bologna
- 2002 - “Il cavaliere, la morte, il diavolo e dintorni”, Centro Culturale Puskin, Milano
- 2005 - Fondazione Segre, Lugano
- 2014 - “Tra mari e monti”, Teatro di Dardago (Budoia), Pordenone

### Principali mostre collettive
- 1951 - Premio Diomira, Milano
- 1963 - Premio Savona, Savona
- 1964 - Premio Sassetti, Milano - Premio Muretto di Alassio
- 1965 - Giovane Pittura Europea, Stoccolma
- 1968 - Realistés Nouvelles, Musée d’Art Moderne, Parigi
- 1972 - SARP - Museo Scienza e Tecnica, Milano - DID - Arte e Design, Milano - DOMUS Multipli, Milano
- 1974 - Galleria Eros, Milano - “Nuova figurazione”, Galleria Dotta, Savona
- 1977 - “Vade Mecum Magister”, Gallerie d’Arte Bresciane, Brescia
- 1978, “Le pareti si muovono” - “Prima mostra d’arte erotica italiana”
- Galleria Vinciana, Milano - Galeria Babuino, Roma
- 1981 - “Facce e faccioni”, Il Salotto, Como
- 1982 - Galleria Forni, Bologna
- 1987 - Palazzo Ceppi, Torino
- 2020 - Pordenone Antiquaria, Pordenone